# Зуївська волость (Міуський округ)
Зуївська волость — історична адміністративно-територіальна одиниця Міуського, потім Таганрізького округу Області Війська Донського з центром у слободі Зуївка. 
Станом на 1873 рік складалася зі слободи та 2 селищ. Населення — 4578 осіб (2366 чоловічої статі та 2212 — жіночої), 633 дворових господарства і 15 окремих будинків. 
Поселення волості:
- Зуївка — слобода над річкою Кринка за 120 верст від окружної станиці, 2066 осіб, 244 дворових господарства та 10 окремих будинків, у господарствах налічувалось 110 плугів, 504 коней, 437 пар волів, 1133 звичайних та 4100 тонкорунних овець;
- Нижньо-Кринсько-Ханженков — селище над річкою Кринка за 120 верст від окружної станиці та за 12 верст від станції Харцизької Курсько-Харківсько-Азовської залізниці, 1664 особи, 252 дворових господарства та 3 окремих будинки;
- Верхньо-Кринсько-Ханженков — селище над річкою Кринка за 150 верст від окружної станиці та за 12 верст від станції Харцизької Курсько-Харківсько-Азовської залізниці, 848 осіб, 137 дворових господарств та 2 окремих будинки.

Старшинами волості були:
- 1904 року — Сидір Тимофійович Бузанов[2];
- 1907 року — Михайло Максимович Співаков[3].
- 1912 року — А. І. Момотов[4].

За словником Брокгауза і Ефрона зуївські копальні визначені як одні з найкращих.